# Woll-Ziest
Der Woll-Ziest (Stachys byzantina), auch Wollziest, Wolliger Ziest, Eselsohr, Hasenohr genannt, ist eine Pflanzenart aus der Gattung Zieste (Stachys) innerhalb der Familie der Lippenblütler (Lamiaceae).

## Beschreibung und Ökologie

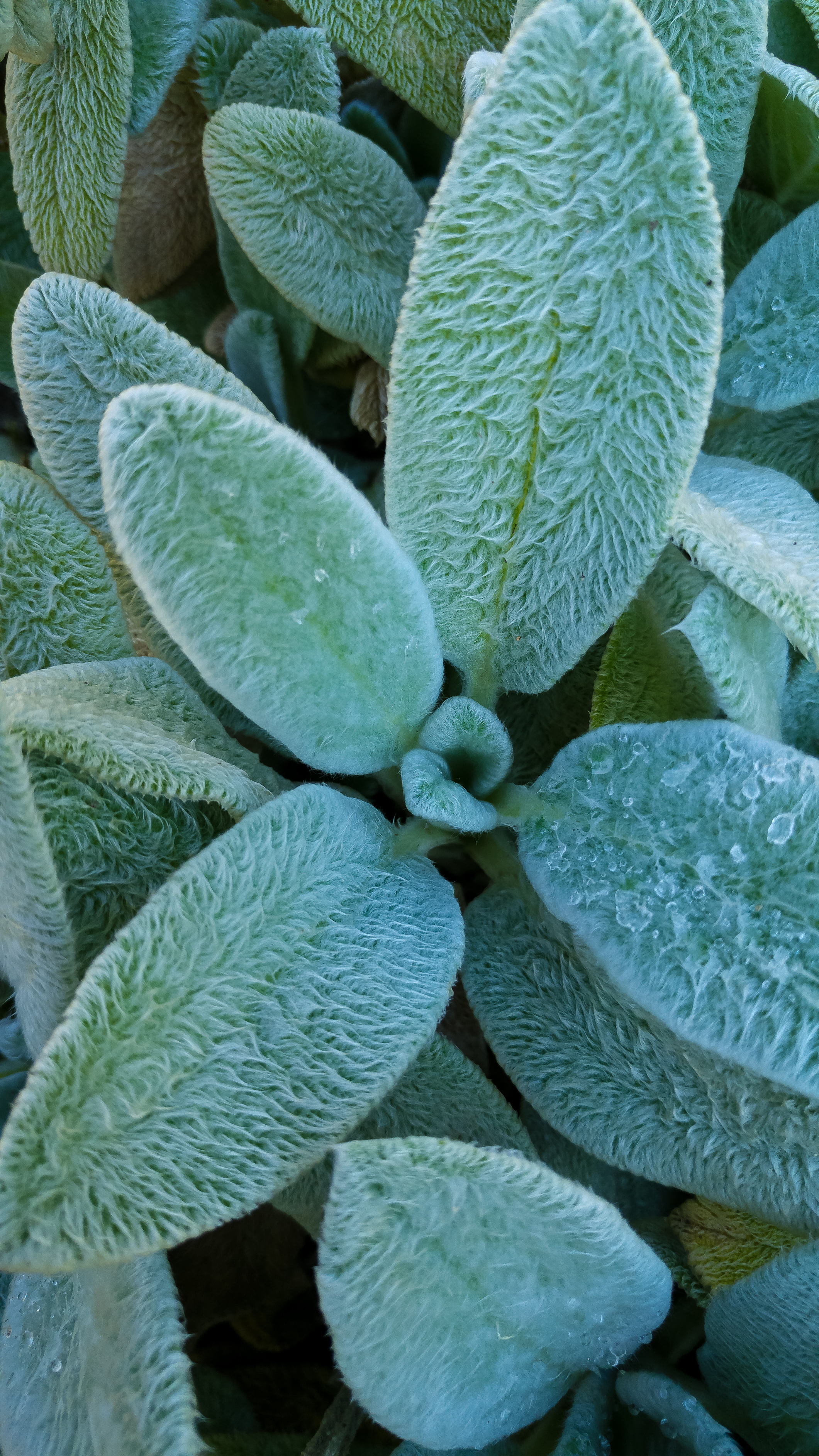
Behaarte Laubblätter im Detail bei der Sorte ‘Silver Carpet’

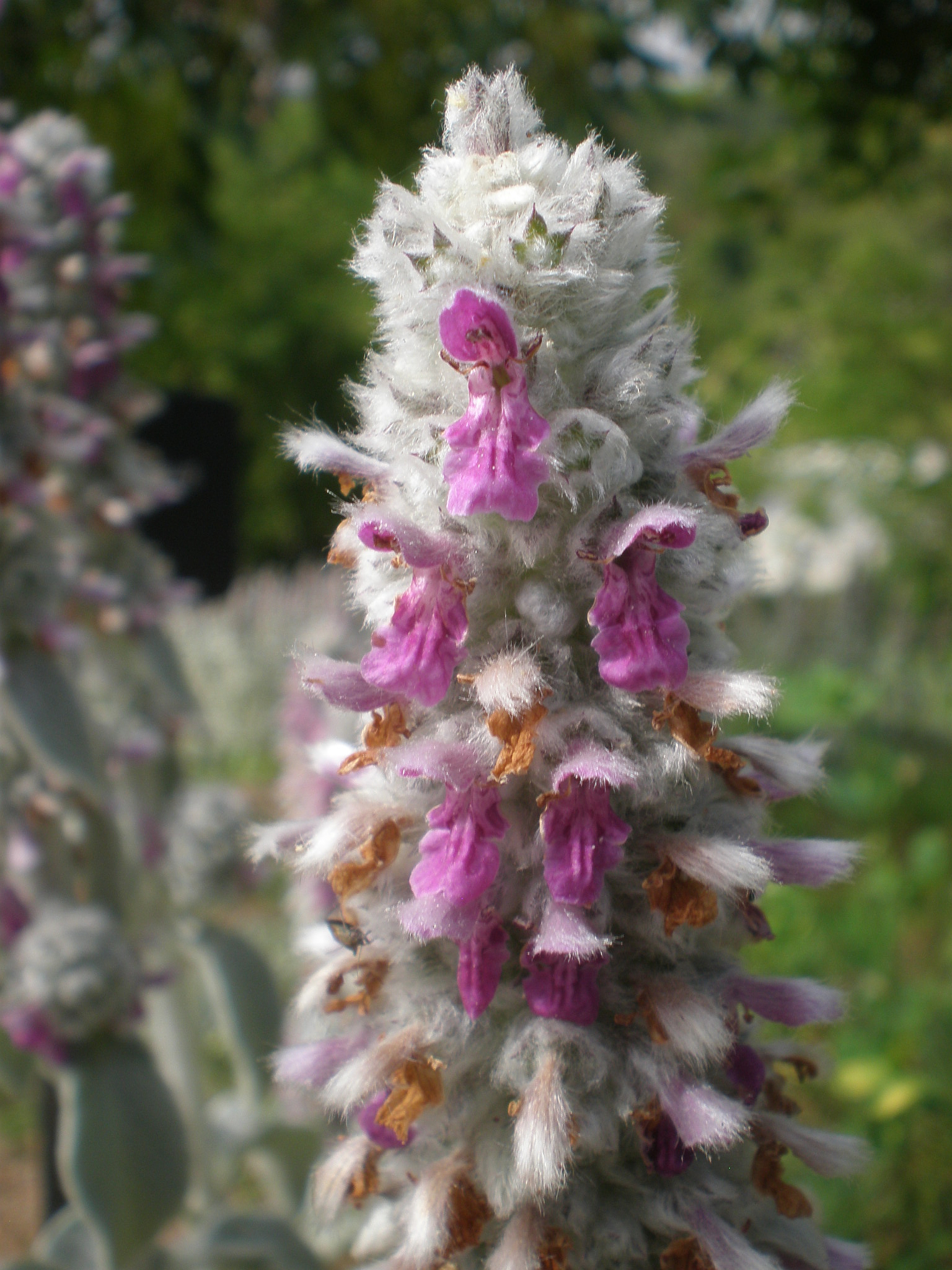
Blütenstand mit zygomorphen Blüten

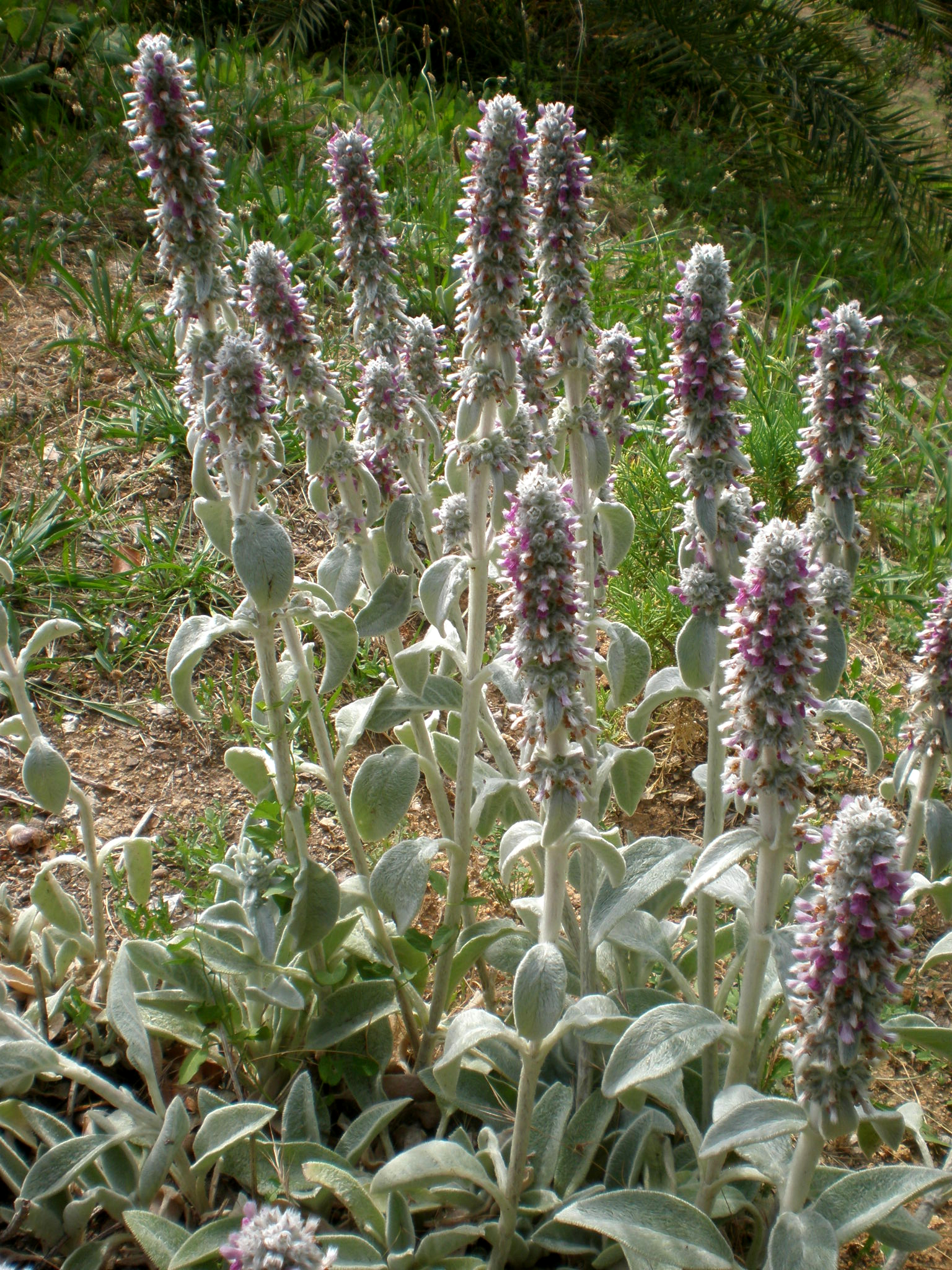
Gegenständige Blätter und endständige Blütenstände

### Vegetative Merkmale
Der Woll-Ziest wächst als ausdauernde krautige Pflanze und erreicht Wuchshöhen von etwa 60 und bis zu 80 Zentimetern. Die oberirdischen Pflanzenteile sind meist dicht grau oder weiß seidig-wollig behaart (Indument). Die Stängel sind vierkantig.
Die gegenständig angeordneten Laubblätter sind in Blattstiel und Blattspreite gegliedert. Der sehr kurze Blattstiel ist fast stängelumfassend, er kann fast ganz fehlen. Die einfache Blattspreite der unteren Stängelblätter ist bei einer Länge von etwa 10 Zentimetern sowie einer Breite von etwa 2,5 Zentimetern länglich-elliptisch mit verschmälerter Spreitenbasis und spitz zulaufendem oberen Ende. Der Blattrand ist gekerbt bis ganzrandig.

### Generative Merkmale
Der ährige Blütenstand enthält vielblütige Scheinquirle mit je 15 bis 20 Blüten, die, bis auf die untersten ein bis drei, dicht zusammenstehen. Die Tragblätter sind fast sitzend und winzig, wobei die untersten etwas länger und die obersten kürzer als die Scheinquirle sind. Die Deckblätter sind bei einer Länge von etwa 6 Millimetern linealisch bis linealisch-lanzettlich.
In Mitteleuropa reicht die Blütezeit von Juni bis Juli, je nach Standort kann sie auch bis August dauern. Die sitzenden, zwittrigen Blüten sind zygomorph und fünfzählig mit doppelter Blütenhülle. Die fünf etwa 1,2 Zentimeter langen Kelchblätter sind röhrig-glockenförmig verwachsen. Der leicht gekrümmte Kelch ist zehnnervig und kahl, nur die Kelchzähne sind innen behaart, oder auf der Außenseite dicht anliegend behaart. Die 2 bis 3 Millimeter langen eiförmig-dreieckigen Kelchzähne sind fast gleich, oder die hinteren sind größer, und die Spitzen sind steif. Die 1,2 Zentimeter lange Blütenkrone ist seidig-wollig behaart, nur ihre Basis ist kahl und sie ist zweilippig. Die Kronröhre ist etwa 6 Millimeter lang. Die Oberlippe ist eiförmig mit glatten Rand. Die Unterlippe ist fast ausgebreitet mit breit-eiförmigen Mittellappen und länglichen Seitenlappen. Es sind vier Staubblätter vorhanden, von den das vordere Paar länger ist. Die Staubfäden sind von ihrer Basis bis zur Mitte zottig behaart. Der Griffel überragt die Blütenkrone.
Bei Reife sind die länglichen Nüsschen braun und kahl.
Die Chromosomenzahl beträgt 2n = 30.

## Verbreitung
Stachys byzantina stammt ursprünglich aus Vorderasien und dem Kaukasusraum. Fundortangaben gibt es aus Armenien, Aserbaidschan, dem nördlichen Iran und der nördlichen Türkei, hier teilweise auch weiter südlich, im westlichen Zentralanatolien. Sie ist andernorts ein Neophyt, beispielsweise auf der Krim. In Italien tritt die Art fast nur subspontan und adventiv, vor allem nahe Friedhöfen, auf.

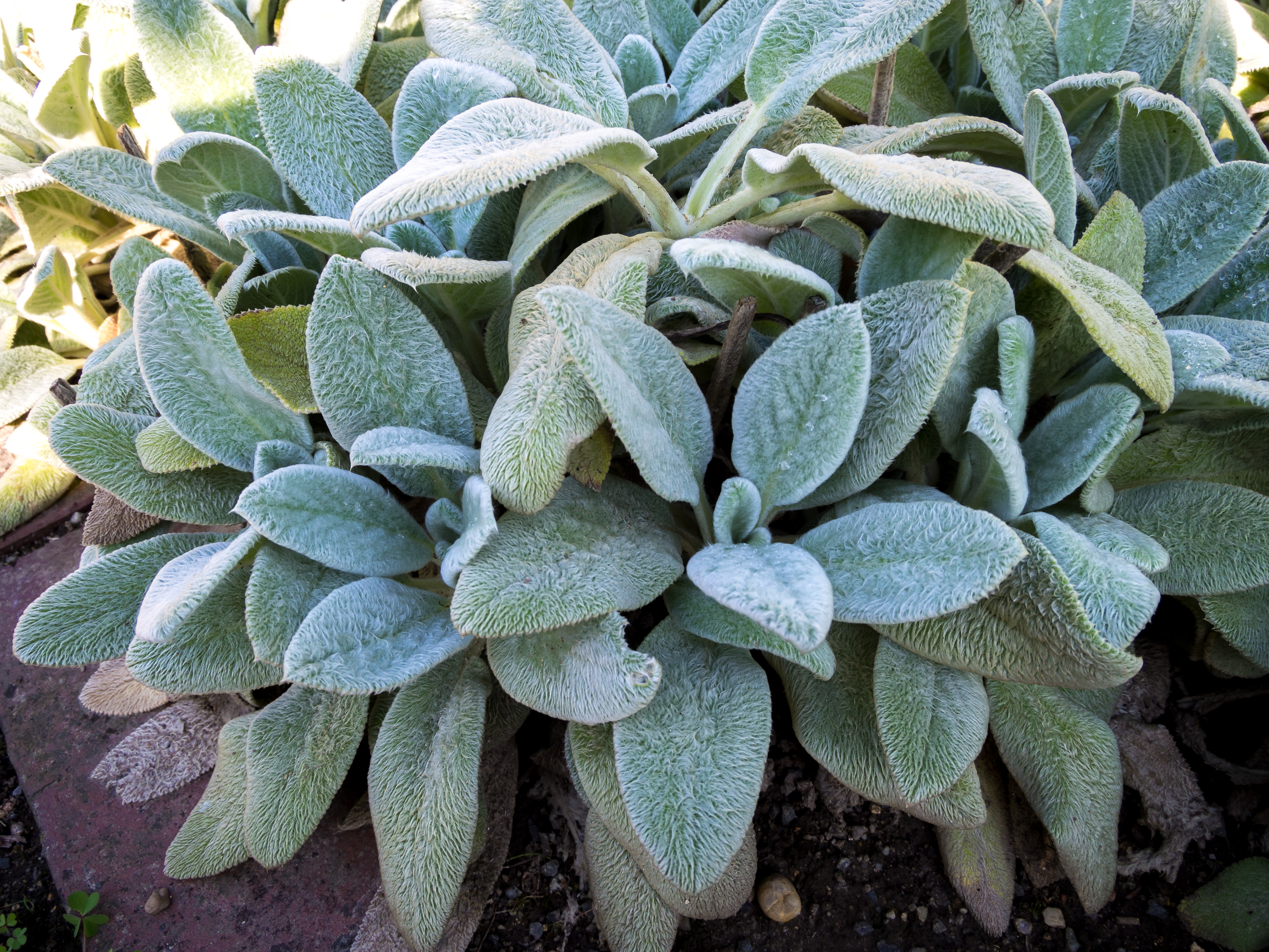
Habitus und gestielte, behaarte Laubblätter der Sorte ‘Silver Carpet’

## Taxonomie
Die gültige Erstbeschreibung von Stachys byzantina erfolgte 1849 durch Karl Heinrich Koch in Linnaea, Band 21, S. 686. Synonyme für Stachys byzantina Koch sind: Eriostomum lanatum Hoffmanns. & Link, Stachys lanata Jacq. nom. illeg., Stachys olympica Poir., Stachys taurica Zefir. Das Artepitheton byzantina bezieht sich auf den Fundort Byzanz, dem früheren Namen der Stadt Istanbul.
Stachys byzantina gehört in der Gattung Stachys in die Sektion Eriostomum, Subsektion Creticae. Nahe verwandte Arten sind im östlichen Mittelmeerraum und in Anatolien verbreitet; Schwesterart könnte Stachys cretica sein.

## Nutzung
Einige Sorten des Woll-Ziest (beispielsweise ‘Silver Carpet’, ‘Cotton Boll’, ‘Primrose Heron’) werden als Zierpflanzen verwendet. Der Woll-Ziest wird hauptsächlich als Bodendecker, beispielsweise für mediterrane Gärten, Dachbegrünung, im Alpinum und im Geröllsteingarten, zwischen breiten Plattenfugen, verwendet. Er kann in den USDA-Klimazonen 4–9 im Freien ausgepflanzt werden und ist dort frosthart.

## Weiterführende Literatur
- Y. Salmaki, S. Zarre, Rafaël Govaerts, C. Bräuchler: A taxonomic revision of the genus Stachys (Lamiaceae: Lamioideae) in Iran. In: Botanical Journal of the Linnean Society, Volume 170, 2012, S. 573–617.
- Mahnaz Khanavi, Abbas Hadjiakhoondi, Gholamreza Amin, Yaghoob Amanzadeh, Abdolhossein Rustaiyan, Ahmad Shafiee: Comparison of the volatile composition of Stachys persica Gmel. and Stachys byzantina C. Koch. oils obtained by hydrodistillation and steam distillation. In: Zeitschrift für Naturforschung C., Band 59, 7–8, 2004, S. 463–7. doi:10.1515/znc-2004-7-802 online.